# John Crompton Weems
John Crompton Weems (ur. 1778, zm. 20 stycznia 1862) – amerykański polityk i plantator.
W latach 1826–1829 był przedstawicielem drugiego okręgu wyborczego w stanie Maryland w Izbie Reprezentantów Stanów Zjednoczonych.